# Ilse Demme
Ilse Demme, née le 18 août 1909 à Cassel et morte le 3 juillet 1969 à Berlin est une enseignante allemande. Elle dirige et modernise  directeur de l'école de jardinage à Wilmersdorf. Pendant la Seconde Guerre moniale, elle s'oppose au nazisme et est emprisonnée au camp de concentration de Ravensbrück.

## Biographie
Ilse Demme est née le 18 août 1909 à Cassel. Elle y étudie la pédagogie et y travaille durant plusieurs années comme enseignante. En 1932, elle passe un examen pour enseigner l'agriculture et l'économie domestique. En 1936, elle s'installe à Berlin, mais, selon les lois raciales de Nuremberg, elle est considérée comme « métis juif du premier degré » et ne peut plus travailler dans l'administration. Elle gagne alors sa vie comme secrétaire et traductrice.
Elle participe également à la résistance contre le national-socialisme. Elle reproduit ainsi les sermons de l'évêque de Munster, Clemens August Graf von Galen, dans lesquels il dénonce le meurtre de malades mentaux par le régime nazi.
Après avoir été dénoncée, Ilse Demme est arrêtée en 1941.
La police affirme qu'elle a reçu et retransmis à plusieurs reprises des "émissions de radio ennemies". Le procureur général près le tribunal régional de Berlin accuse Ilse Demme d'avoir « sapé la confiance du peuple dans ses dirigeants politiques par des déclarations malveillantes et haineuses » et d'avoir ainsi mené une « attaque insidieuse contre l'État et le parti ». Le 18 août 1942, elle est condamnée pour rébellion contre le régime nazi. Elle est incarcérée dans plusieurs prisons de la Gestapo et enfin à la prison pour femmes de Ravensbrück jusqu'à la fin de la guerre en mai 1945,,.
En 1946, elle prend la direction de l'école de jardinage de Wilmersdorf, qu'elle reconstruit. Au fil des ans, l'école s'adapte aux changements de programme scolaires mais reste un lieu d'apprentissage privilégié pour les enfants de la ville. Ilse Demme y développe des projets et des méthodes pour intéresser les étudiants aux plantes, à la nature, au jardinage et à l'agriculture. Les élèves peuvent découvrir tout le cycle de semis, de culture, de récolte et de transformation.
En 1968, elle abandonne ses fonctions, en raison d'une grave maladie.
Ilse Demme est active au sein du Club Berufstätiger Frauen (club des femmes professionnellement actives), qu'elle préside pendant de nombreuses années, s' engage auprès de l'UNICEF, encadre des écolières du tiers-monde et siège au conseil d'administration de la Société pour les droits civiques (de) et de la Société allemande pour les Nations unies (de).
Ilse Demme décède le 3 juillet 1969 à Berlin.

## Distinctions
En 2001, l'école de jardinage de Wilmersdorf prend le nom d'Ilse Demme. Elle est située à Dillenburger Strasse 57 à Berlin Charlottenburg-Wilmersdorf.